# 大パコミオス
パコミオス（ギリシア語: Παχώμιος、コプト語: Ⲡⲁϧⲱⲙ、292年頃 – 348年5月9日）または聖大パコミオスは東方キリスト教における修道院長、修道院改革者。初めて共住修道院を設立し、最初の女子修道院を建て、さらに最初の修道戒律を著した。この功績により、彼は同時代の砂漠の聖人であり仲間でもあったエジプトの大アントニオスとともに、東方修道制の先駆者と称される。
コプト正教会は5月9日に彼の祭日を祝い、東方正教会とローマ・カトリック教会は5月15日または5月28日に彼の祭日を祝う。

## 名前
この聖人の名前はコプト語に起源がある。すなわち、コプト語の ⲡⲁϧⲱⲙ pakhōmに由来する。これは、ⲁϧⲱⲙ (akhōm)「鷲もしくは鷹」という単語に定冠詞の男性単数形であるⲡ p-がついたものである。ⲁϧⲱⲙ (akhōm)という語は、さらに遡れば、中エジプト語のꜥẖm 「ハヤブサ」にまで遡り、もともとは「神の像」という意味であった。ギリシャ語では、ΠαχούμιοςもしくはΠαχώμιοςとして借用された。ギリシャの民間語源では、παχύς 「厚くて大きい」およびὦμος 「肩」という単語からの類推で「肩幅が広い」と解釈されることもあった。

## 生涯
パコミオスは、292年にテバイス（現代のルクソール、エジプト）で異教の両親に生まれた。彼の聖人伝によると、21歳のとき、パコミオスはローマ軍の徴兵活動で彼の意志に反して徴兵された。他の何人かの若者と一緒に、彼はナイル川に浮かぶ船に乗せられ、夕方にテーベに到着した。ここで彼は最初に地元のキリスト教徒に出会った。キリスト教徒たちは、徴兵された軍隊に対して毎日食事や快適さを提供した。この行為はパコミオスに強い印象を与え、彼は軍を離れる際にキリスト教についてさらに学ぶことを心に決めた。その後、彼は戦うことなく軍隊を去ることができ、314年に洗礼を受けた。
317年、パコミオスはいくつかの有名な禁欲主義者と接触し、パラエモンという名の隠者の指導の下でその道を追求することを決意した。パコミオスは、パラエモンのもとで7年間修行した後、エジプトの聖アントニオスの近くで隠者生活を送り始めた。パコミオスは、タベンニシで隠者が来るための住居を建てるようにとの神の声を聞くまで、アントニオスの孤独な修道を模倣した。
パコミオスは、エジプトのタベンニシに318年から323年の間に修道院を設立した。彼の目指した修道制は、大アントニウスの目指した孤独な修道ではなく、共同生活を営むものであった。それまでのキリスト教の修道制においては、男性または女性の修道士が個々の小屋や洞窟に住み、時折の礼拝のためだけに集まるという、孤独な隠者として暮らすのが一般的であった。パコミオスは、男性または女性の修道士が一緒に住み、修道院長または女子修道院長の指導の下で彼らの財産を共有する共同体、すなわち、共住組織を作成したのである。彼らはラテン語でcoenobita（共住修士）と呼ばれ、現在の英語のcenobite（修道士）の語源ともなった。
タベンニシの修道院は1つ1つは小規模なものであり、パコミオスはこのような小規模な修道院を男子のために12か所、女子のために2か所作り、総修道院長としてすべての管理業務を自分で引き受けた。また、パコミオスは修道士らの全時間を精神的な修行に捧げることを許可したので、共同体はパコミオスを「アバ」（アラム語で「父」）と称賛し、そこから「アボット（Abbot）」(修道院長)が派生したとされる。
336年以降、パコミオスは廃村パバウ（ファウ）に小修道院を建築し、そこで余生を過ごした。彼は時々誦経者を務め、時に司祭としても活動した。聖アタナシオスは333年に彼を訪ねて叙階されることを望んだが、パコミオスは拒否して姿を見せなかった。
またカイサリアのバシレイオスもパコミオスの下を訪れ、聖パコミオスの会則のアイデアを多く取り入れ、それをカイサリアで採用して実施した。この禁欲的な会則は、今日でも東方正教会によって使用されており、西方教会の聖ベネディクトゥスのルール(聖ベネディクトゥス戒律)に匹敵する。

## 死と遺産

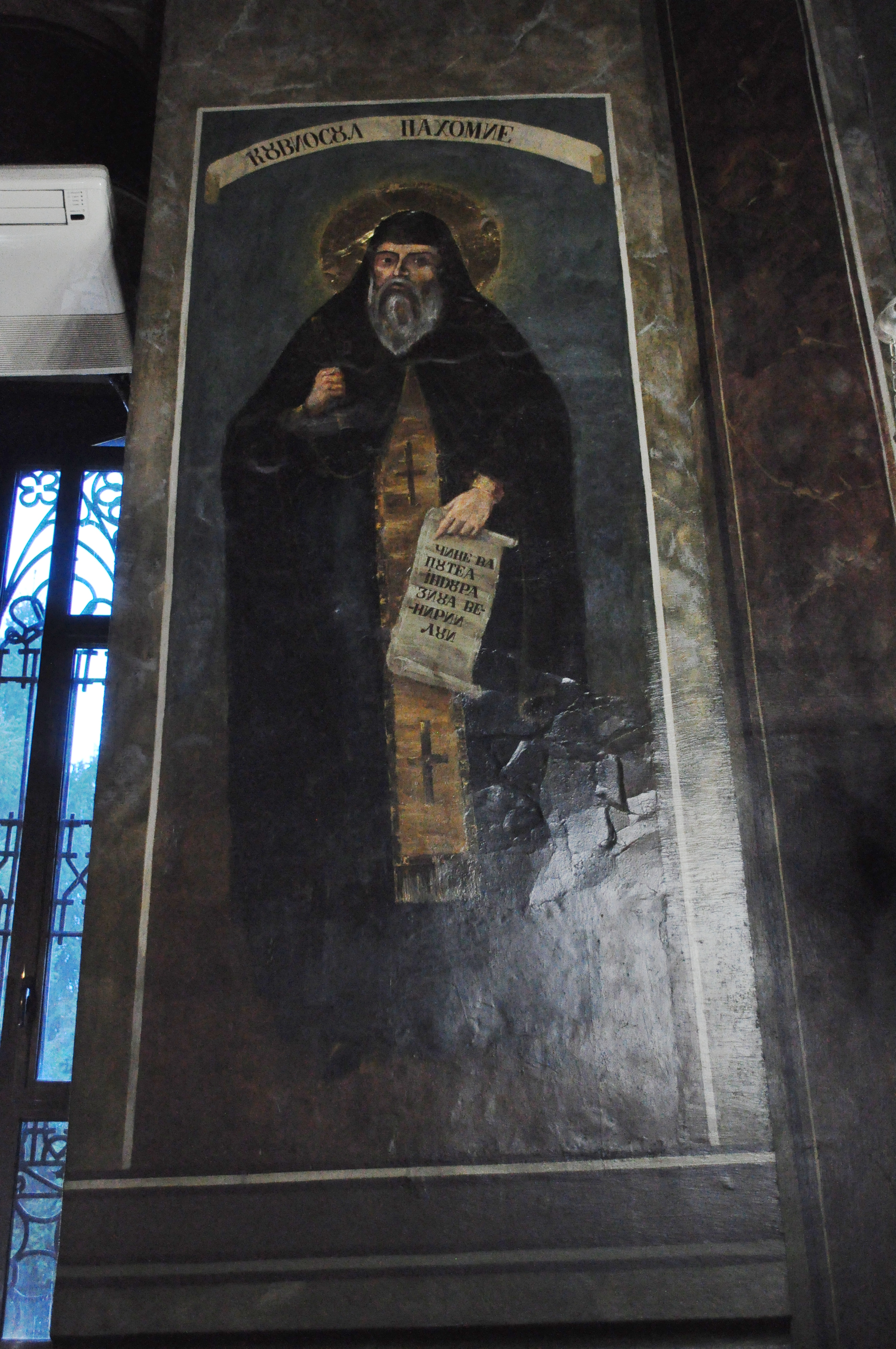
ブカレストのCurtea Vecheにおける大パコミオスの絵画。

パコミオスは、約30年間、共住修道院の修道院長として働き続けた。疫病（おそらく腺ペスト）が流行した際は、パコミオスは修道士たちを集めて信仰を強化したが、彼の後継者は任命しなかった。パコミオスは殉教暦64年パションス14日（西暦348年5月9日）に亡くなった。
パコミオスが亡くなるまでに、8つの修道院と数百人の修道士が彼の指導に従った。1世代の中で、共住修道院の慣習はエジプトからパレスチナ、そしてユダヤ砂漠、シリア、北アフリカ、最終的には西ヨーロッパに広がった。その修道士の数は7000にも達したと言われる。しかし、パコミオス以降の後継者は誰1人として、パコミオスに匹敵するほどの指導者としての才能を持っていなかった。また清貧と労働を重視した結果、パコミオスの修道院は莫大な財をため込むようになり、その腐敗を招いた。上記などの理由により、5世紀頃には、パコミオスの修道院の発展とその業績は徐々に、人々から忘れられていった。
聖人としての彼の評判は現在も高い。上記のように、いくつかの典礼暦はパコミオスを記念している。彼はギリシャ語やラテン語を学んだことはなかったものの、パコミオスに起因する多くの奇跡の中で、彼はこれらの言語を使用し、会話した。パコミオスはまた、クリスチャンとして最初にコンボスキニオンを使用し、推奨したことでも知られている。

## 聖パコミオスの会則
パコミオスの著した会則は、修道院史上最初の修道院会則である。会則は全部で194章からなり、修道士の日常生活、手の仕事、共同の祈り、修練について規定している。パコミオスの共同体は共住生活を行っており、その所属する全ての修道士に一律で会則を適応させるため、個人による過度・非常識な禁欲苦行は禁止された。共住生活における聖パコミオスの会則は、祈りと仕事、共同生活と孤独のバランスをとる「中庸」の精神の下で遵守されたのである。
パコミオスの僧院では、各修道士に裁量が委ねられ、自分の生活を自由に調整することができた。例えば、食事の時間や断食の程度もそれぞれの判断で決められていた。そのため、共に食事をする者もいれば、毎日あるいは隔日に自室にパンと塩を運んでもらう者もいたようである。また、後世の修道院とは違い、入会の際に修道誓願をたてる必要がなく、修道院に終身滞在する義務も記述されなかった。
さらに、2つの点が新しく記述された。1つは上司への絶対服従である。集団的な共住生活を行う以上、上から下への命令系統は重要な役割を果たした。いかなる修道士も上司への服従の義務を守らなければならなかった。もう1つは、清貧の精神である。清貧であり、無欲であることは禁欲へと繋がるため重視された。そのために、修道院が全ての私有財産を管理し、最低限の物資を配給した。修道士たちは多少の個人の差はあれど、大抵は同じ食べ物と衣服を受け取った。パコミオスの修道院において、所有物は「キリストの財産」として扱われたのである。「服従」と「清貧」の思想は、その後すべての修道院会則、修道院改革において反映され、修道院という組織において最も重要な誓願となった。
彼の会則はヒエロニュムスによってラテン語に翻訳され、カイサリアのバシレイオスと聖ベネディクトゥスは、その一部を彼ら自身の著した規則に適合させ、組み込んだ。

### 参照
1. ↑  Gawdat Gabra; Hany N. Takla (2010). Christianity and Monasticism in Upper Egypt. American Univ in Cairo Press. pp. 33. ISBN 978-977-416-311-1
2. ↑  坂口（2003）pp.20-21
3. ↑  (ギリシア語) Ὁ Ὅσιος Παχώμιος ὁ Μέγας. ΜΕΓΑΣ ΣΥΝΑΞΑΡΙΣΤΗΣ.
4. ↑  (ロシア語) 15/28 Мая. Православный календарь.. Pravoslavie.ru
5. ↑  Crum, Walter Ewing (1939). A Coptic Dictionary. Oxford: Clarendon Press. p. 25
6. ↑  “Saint Pachomius the Great”. www.fatheralexander.org. 2018年3月17日閲覧。
7. 1 2 3 4  “St. Pachomius”. www.ewtn.com. 2018年3月17日閲覧。
8. 1 2 3  Francis Joseph Bacchus. “St. Pachomius”. www.newadvent.org.   Catholic Encyclopedia. 2018年3月17日閲覧。
9. 1 2 3  Gilbert Huddleston. “Monasticism”. www.newadvent.org.   Catholic Encyclopedia. 2018年3月17日閲覧。
10. 1 2  坂口（2003）pp.21
11. ↑  Peter Brown (Norton, 1971), The World of Late Antiquity: AD 150–750, pp. 99
12. ↑  朝倉（1998）pp.51
13. ↑  朝倉（1998）pp.48
14. ↑  “"St. Pachomius", Faith ND”. 2022年1月14日閲覧。
15. ↑  朝倉（1998）pp.49
16. ↑  “"Venerable Pachomius the Great, Founder of Coenobitic Monasticism", Orthodox Church in America”. 2022年1月14日閲覧。
17. ↑  朝倉（1998）pp.49-50
18. ↑  “Duffy, Patrick. "St Pachomius (292–346) founder of communities for monks", Catholic Ireland, May 5, 2012”. 2022年1月14日閲覧。